# Ajivika

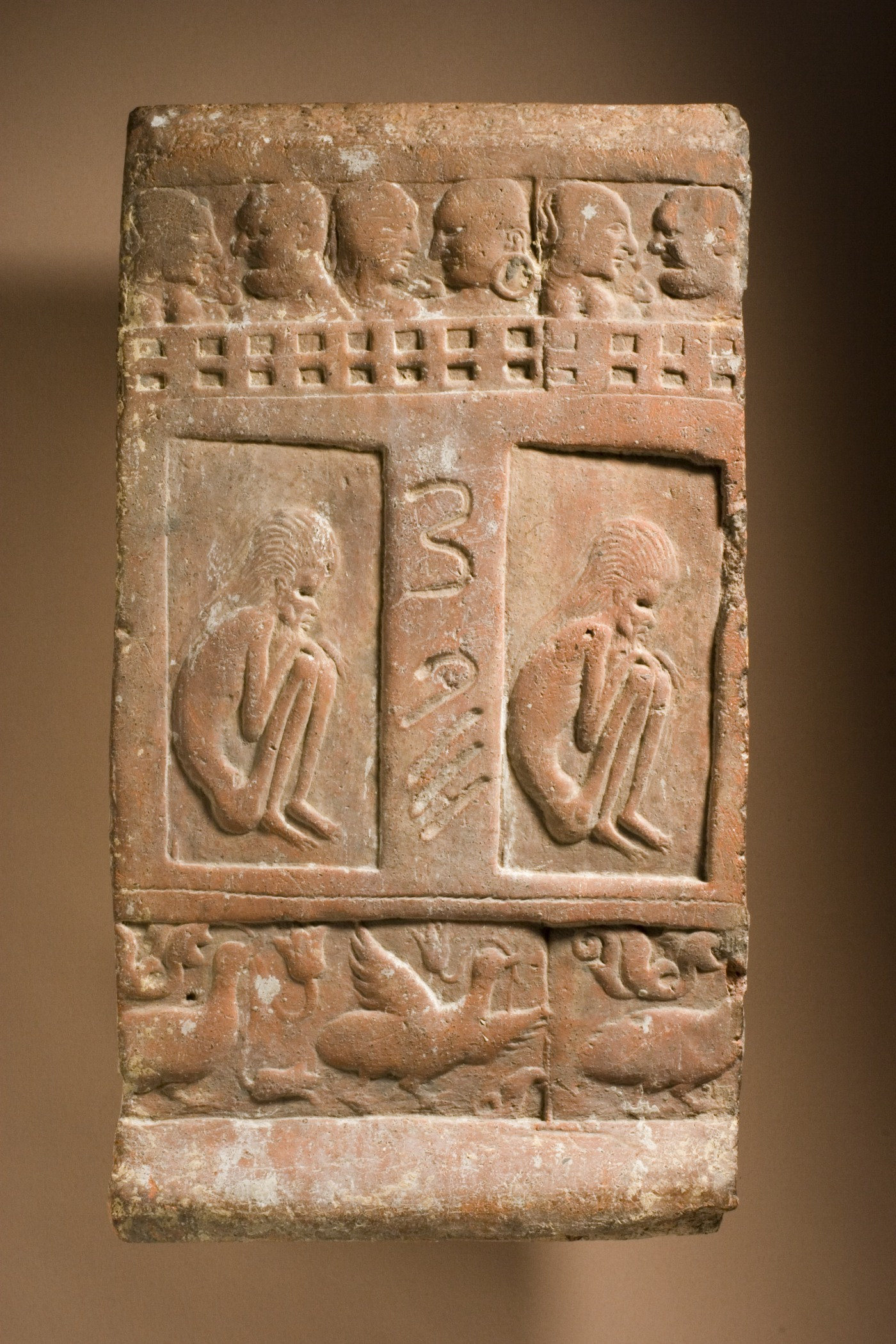
Ziegel mit Darstellungen von Ajivika-Asketen(?)

Die Ajivikas (Sanskrit Ājīvika; Pali: Ājīvaka) waren Anhänger einer indischen philosophischen Richtung, die einen radikalen Determinismus vertrat. Diese Richtung ist erstmals zur Zeit des Buddha Gautama Siddharta bezeugt und bestand mindestens bis zum 14. Jahrhundert fort. Die Etymologie und Bedeutung des Wortes Ajivika ist unklar und umstritten; eine mögliche Deutung lautet, dass der Begriff sich auf eine lebenslange (Sanskrit ā-jīva) Praxis bezog (im Gegensatz zu befristeten Gelübden).

## Makkhali Gosala
Als Gründer der Ajivika-Bewegung gilt Makkhali Gosala (Prakrit: Gosāla Maṅkhaliputta; Tamil: Maṟkali). Er war ein Zeitgenosse des Buddha und des Jain-Anführers (Tirthankara) Mahavira und soll als erster von den dreien gestorben sein. Nach der traditionellen Chronologie hätte er somit im 6. Jahrhundert v. Chr. gelebt; nach den heute in der Forschung vorherrschenden Datierungsansätzen, die den Tod des Buddha ins späte 5. oder frühe 4. Jahrhundert verlegen, verschiebt sich auch die Lebenszeit Gosalas ins 5. Jahrhundert.
Anscheinend war Gosala nicht der erste Ajivika, sondern nur der damals prominenteste Vertreter dieser Richtung. Wegen seiner herausragenden Bedeutung wird er jedoch von vielen als Urheber betrachtet, obwohl es offenbar schon früher Philosophen gab, die als Ajivikas bezeichnet wurden.
Über die Herkunft Gosalas ist nichts Zuverlässiges bekannt. Nach den buddhistischen und jainistischen Quellen stammte er aus sehr armen Verhältnissen; er soll in einem Kuhstall geboren worden sein (eine Anspielung auf seinen Namen; gosala [Sanskrit goshala] bedeutet „Kuhstall“). Möglicherweise war das eine Legende, die ihn verächtlich machen sollte; jedenfalls ergab sich dadurch ein Kontrast zu den Anführern der gegnerischen Bewegungen, denn sowohl der Buddha als auch Mahavira waren von vornehmer Abstammung.
Nach den Überlieferungen der Jains hat sich Gosala dem Tirthankara Mahavira angeschlossen und blieb sechs Jahre lang dessen Gefährte. Es bestand jedoch ein latentes Rivalitätsverhältnis zu Mahavira, was schließlich zur Trennung führte. Wie Mahavira war Gosala ein sehr strenger Asket und Bettelmönch und lebte in völliger Nacktheit, wie es dem Jain-Ideal entsprach. Er verbrachte sein Leben in derselben Region im Osten Indiens, in der auch der Buddha und Mahavira umherzogen. Das Zentrum seines Einflusses soll sich in der Stadt Sāvatthi (Sanskrit Shravasti) im heutigen Bundesstaat Uttar Pradesh befunden haben. Er war ein tatkräftiger Organisator, der eine Schule gründete. Anscheinend war die Aufnahme in die Schule mit einer Initiation verbunden, welche die asketische Standhaftigkeit des Anwärters auf die Probe stellte.

## Lehre und Lebensweise

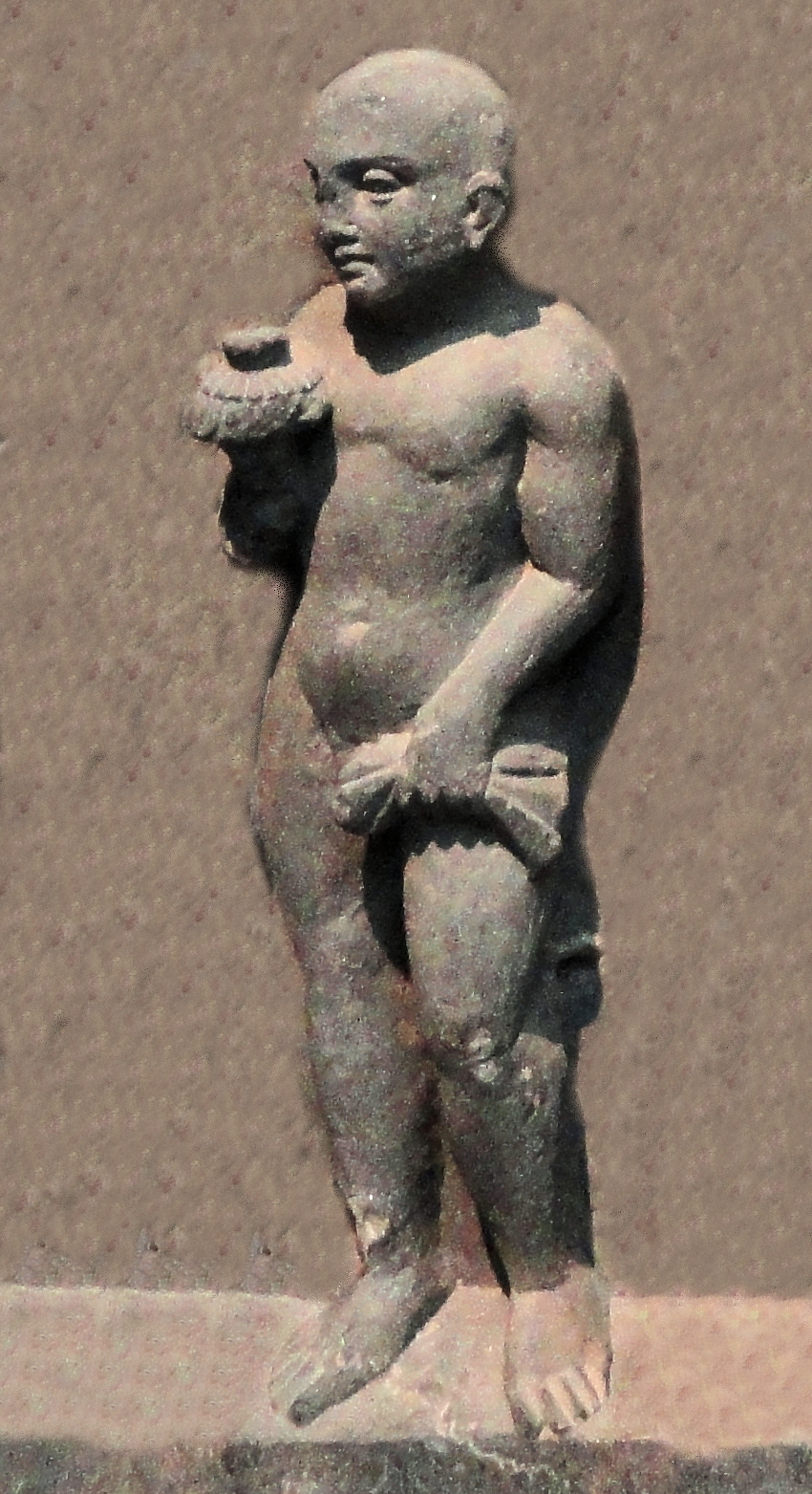
Ajivika-Asket (?)

Ebenso wie die Buddhisten und die Jains standen die Ajivikas außerhalb der vedischen Religion, aus der sich der Hinduismus entwickelt hat. Ihre Lehre unterscheidet sich auch – trotz einiger Ähnlichkeiten in der Praxis – fundamental vom Jainismus. Noch größer ist ihr Gegensatz zum Buddhismus. Zwar nahmen die Ajivikas ebenso wie Hindus und Jains an, dass sich die Seele (jiva) in einem leidvollen Kreislauf von Wiedergeburten (samsara) befindet; sie lehnten jedoch die gängige moralische Karma-Lehre ab, die besagt, dass das Schicksal des Menschen in diesem Kreislauf von der ethischen und weisen bzw. unethischen und törichten Qualität seiner Taten abhängt. Nach der Meinung der Ajivikas ist das Schicksal streng determiniert. Es gibt keinen freien Willen, sondern alles folgt einer naturgesetzlichen Notwendigkeit (niyati), so wie das Wachstum einer Pflanze. Gosala verglich das Menschenleben mit einem Knäuel Schnur, das sich, wenn man es am Boden wegrollt, in der vorherbestimmten Bahn abwickelt, bis diese Bewegung entsprechend der Schnurlänge ihr Ende erreicht. Der Mensch kann somit sein Geschick nicht beeinflussen, sondern ist der Notwendigkeit hilflos ausgeliefert. Eine moralische Weltordnung oder göttliche Weltlenkung existiert nicht. Da die Notwendigkeit weder gute Taten belohnt noch böse bestraft, sind die Verdienste eines Individuums für seine Zukunft ebenso belanglos wie seine Untaten. Auch die Götter (devas) unterliegen diesem Gesetz oder Prinzip.
Die Seele ist nach der Lehre der Ajivikas materiell, sie besteht aus Atomen, die sich von denjenigen der Elemente unterscheiden. Die Notwendigkeit führt die Seele am Ende eines vorbestimmten, unabänderlichen Zeitraums (8.400.000 „Große Weltalter“) aus dem Kreislauf der Wiedergeburten heraus. Zumindest ein Teil der Ajivikas hat jedoch angenommen, dass die Erlösten später wieder in den Kreislauf zurückkehren und dieser sich dadurch unbegrenzt fortsetzt, da die Welt ewig ist; eine Aussicht auf dauerhafte Erlösung besteht demnach nicht.
Der Buddha, der die extreme Askese verwarf und die Karma-Lehre zur Basis seiner Ethik machte, stand zur Ajivika-Philosophie in schärfstem Gegensatz. Er bezeichnete Gosalas Lehre als die schlechteste aller Lehren, „so wie ein härenes Gewand unter allen Gewändern das schlechteste ist, weil es in der Kälte kalt, in der Hitze heiß, dazu hässlich, übelriechend und unangenehm anzufassen ist“, und bemerkte: „Ich kenne niemanden, der so vielen Leuten zum Unheil, Schaden und Unglück wirkt wie Makkhali, der Verrückte.“ In der buddhistischen Literatur wird Gosala als einer unter sechs Vertretern von Irrlehren angeführt.
Der pessimistisch-deterministische Charakter der Ajivika-Philosophie kann den Umstand erklären, dass sie weniger Zulauf hatte als die buddhistischen, jainistischen und hinduistischen Erlösungslehren und schließlich untergegangen ist. Obwohl im deterministischen Fatalismus der menschliche Wille unwesentlich und das Schicksal nicht willentlich beeinflussbar ist, hat Gosala Askese praktiziert und gelehrt. Aus nicht-deterministischer Sicht wirkt der Gegensatz zwischen Gosalas asketischer Willensstärke und seiner Leugnung von Willensfreiheit und Verantwortung rätselhaft; daher war seine Lehre mancherlei Missdeutungen ausgesetzt.

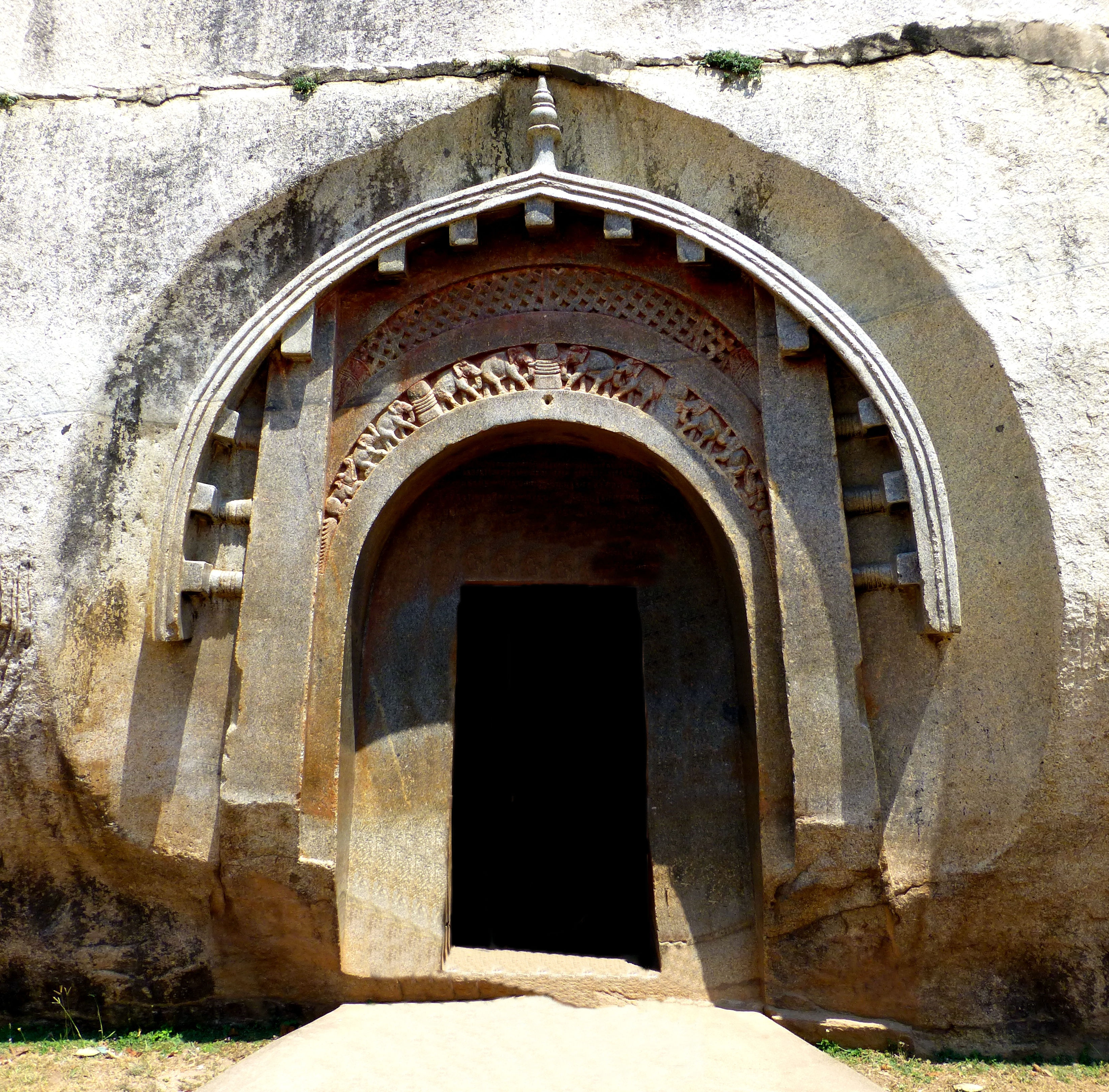
Lomas-Rishi-Höhle, Bihar

Anscheinend lebten die meisten Ajivikas gemeinschaftlich, einige aber auch als Waldeinsiedler. Zu ihren Bräuchen gehörte ritueller Gesang und Tanz. Zur Zeit des Herrschers Ashoka (3. Jahrhundert v. Chr.) gehörten sie zu den bedeutenden, staatlich geförderten religiös-philosophischen Gemeinschaften. Sie breiteten sich auch in Südindien und bis nach Sri Lanka aus; im Süden vermochten sie sich länger zu halten als im Norden. Einer südindischen Überlieferung zufolge gab es eine in Tamil abgefasste Schrift namens Oṉpatu-katir oder Navakadir („Die neun Strahlen“), die die Kosmologie der Ajivikas darlegte.
Späte südindische Quellen (7./9.–13./14. Jahrhundert) lassen erkennen, dass die Lehre erhebliche Umwandlungen durchmachte, wobei sich zumindest ein Teil der Ajivikas dem Weltbild des Mahayana-Buddhismus annäherte. Einige späte Ajivikas betrachteten die Zeit als Illusion und das Universum als statisch.
Einen Eindruck vom Leben der Ajivikas vermitteln die Barabar-Höhlen in Bihar, die seit der Ashoka-Zeit für Asketen dieser Religion gestiftet wurden.